# Citronslemskivling
Citronslemskivling, även citrongul slemskivling (Gomphidius glutinosus), är en ätlig svamp som blir upp till 8–9 cm hög. Den tillhör familjen slemskivlingar. 
Hatten är ganska köttig och tydligt slemmig på ovansidan. Slemmet, som lossnar ganska lätt, dras före tillagning av från hattkanten och in mot centrum. Hattens färg går i blågrått. Hattens kant är, åtminstone på unga exemplar, inåtböjd, ungefär som hos unga riskor. Hatten kan bli upp till 8–10 cm i diameter, men då är oftast svampen gammal och inte så bra att äta. Skivorna, som går ned mot foten, är gråvita och ganska glesa. Unga exemplar är delikata.
Foten har oftast en ring där hos unga exemplar slemmet möter foten. Fotens nedre del, under ringen, är citrongul till färgen. Smaken är syrlig, påminnande om citron. Svampen är utmärkt blandsvamp och kan med fördel användas som ingrediens när man använder svamp i olika former att ätas till fisk, i vilket fall den ersätter citronen. Svampen innehåller rikligt med oxalsyra[källa behövs] och bör kanske därför inte konsumeras i alltför stora mängder vid ett och samma tillfälle av den som har känslig mage. Vid blandning med andra svampar orsakar den svarta missfärgningar hos dessa, varför den bör hållas åtskild från övrig svamp. Citrongul slemskivling är oftast helt fri från angrepp. Den hittas ofta i ängsmark och skogsmark av ängskaraktär och då i regel som enstaka svampar.